# Slovo Daniela Zatočnika
Slovo Daniela Zatočnika (orig. Сло́во Дании́ла Зато́чника) je ruská literární památka, jež zaujímá významné místo ve vývoji ruského společenského myšlení ve 13. století. Ve Slově se oslavuje moudrost a odsuzuje nevědomost, vyjadřuje se myšlenka, že „srdce rozumného se posiluje v těle jeho krásou a moudrostí.“ — Daniel Zatočnik   Daniel radil knížeti, aby soudil o lidech nikoli podle jejich bohatství a honosného odívání, ale podle jejich rozumu, aby k sobě přibližoval moudré a spravedlivé a od sebe vzdaloval hloupé a bohaté.